# Mari-Leena Talvitie
Mari-Leena Talvitie, née le 11 juin 1980 à Vaasa (Finlande), est une femme politique finlandaise.

## Biographie
Talvitie est originaire d'Ilmajoki. Elle est diplômé de l'école secondaire supérieure en 1999.
Mari-Leena titulaire d'un master sciences spécialisée en technologie environnementale à l'Université d'Oulu.

## Carrière politique
Elle est élue députée du parlement de Finlande lors des élections législatives finlandaises de 2015 dans la Circonscription d'Oulu avec 4 556 voix. Lors des élections législatives finlandaises de 2019, Mari-Leena a obtenu 5 909 voix et a été ŕéélu pour un nouveau mandat
Elle est ministre de la Science et de la Culture du gouvernement Orpo depuis le 24 janvier 2025